# Serralada americana
La Serralada americana, en anglès: American Cordillera, és una serralada de muntanyes que consta d'una seqüència essencialment contínua d'aliniacions muntanyoses que formen la columna vertebral d'Amèrica del Nord, Amèrica Central, Amèrica del Sud i l'Antàrtida.
 De nord a sud aquesta serralada comença amb l'Alaska Range i la Brooks Range a Alaska i discorre a través del Yukon a l'interior de la província canadenca de British Columbia. El principal cinturó és les muntanyes Rocoses amb les Coast Ranges i elles fins a l'illa Vancouver. Als Estats Units la serralada es ramifica per incloure les Muntanyes Rocoses, la Sierra Nevada dels Estats Units, i les Cascades i Coast ranges de l'estat de Washington, Oregon, i Califòrnia. A Mèxic, la serraladacontinua a través de la Sierra Madre Occidental i la Sierra Madre Oriental,com també les muntanyes centrals de la península de Baixa Califòrnia.
Les alineacions de muntanyes de la serralada des de Mèxic cap al nord es coneixen sota el nom col·lectiu de North American Cordillera o Western Cordillera als Estats Units i el Canadà i també es coneixen com la Canadian Cordillera o Pacific Cordillera al Canadà.
La serralada continua per les muntanyes de Guatemala, Honduras, Nicaragua, Costa Rica i Panamà, i passen a se els Andes d'Amèrica del Sud, els Andes segueixen pel litoral de Xile, Colòmbia, Veneçuela, Equador, Perú, Bolívia, Argentina, i Xile a la Tierra del Fuego. A més possiblement continua per Geòrgia del Sud fins Graham Land a la Península antàrtica
Aquesta serralada és la meitat est del Cinturó de Foc del Pacífic, el qual continua a través de Kamtxatka i Japó fins a Indonèsia i la Polinèsia.

## Esquema

### Amèrica del nord
Les illes Aleutianes formen la continuació de l'Anell de Foc al nord d'Alaska, però com a cadena d'illes no es consideren part de la serralada. El sud-est d'Alaska està en gran part ocupat per les serralades:
- Als EUA i el Canadà

- - Serralada Brooks (serralada més al nord fora de les muntanyes de la costa del Pacífic)

- - Serralada d'Alaska

- - Muntanyes Saint Elias a Alaska i el Canadà

- - Serralada de les Cascades (o serralada del Pacífic) a la costa oest, principalment volcànica

- - Muntanyes Rocoses al Canadà i als EUA, els sistemes interiors, però sovint sense les muntanyes Mackenzie

- - Sierra Nevada a Califòrnia

- a Mèxic

- - Sierra Madre Occidental a l'oest, principalment volcànica

- - Sierra Madre Oriental a l'est

- - Sierra Volcánica Transversal com a encreuament sud; Part oriental: Sierra Nevada

- - Sierra Madre del Sur com a serralada costanera al sud

### Centreamèrica
- A Guatemala, Honduras i El Salvador:

- - Sierra Madre de Chiapas

- A Costa Rica i Panama

- - serralada de Talamanca

Les serralades d'Amèrica del Sud són els Andes. Segons la regió, consten de dues o tres cadenes principals: Serralada Occidental (Cordillera Occidental), Serralada Central (Cordillera Central) i Serralada Oriental (Cordillera Oriental). També hi ha contraforts al nord i al sud.
- Serralada de Mèrida a Veneçuela, contraforts del nord

- Serralada Occidental

- - Serralada Occidental a Colòmbia

- - Serralada Occidental a l'Equador; A partir d'aquí es troba la serralada costanera Serralada Costanera a l'Equador, una serralada baixa

- - Serralada Negra, Serralada Blanca, serralada Huayhuash i Serralada Raura al nord del Perú

- - Serralada Volcánica al sud del Perú

- - Serralada Occidental a Bolívia

- Serralada Central

- - Serralada Central a Colòmbia

- - Cordillera Real (també Serralada Central o Serralada Oriental) a l'Equador

- - Serralada Central (amb Serralada d'Apolobamba, Cordillera Real, Cordillera Muñecas, Cordillera Tres, Cordillera Azanaques, Cordillera de Frailes, Cordillera de Chichas i Cordillera de Lípez) a Bolívia

- Serralada Oriental

- - Serralada Oriental a Colòmbia

- - Serralada Oriental (amb Cordillera Azul, Cordillera Huaguruncho, Cordillera Huaytapallana i Cordillera Vilcanota) al Perú

- - Serralada Oriental (amb Serralada de Cochabamba) a Bolívia

- Serralada de la Costa, muntanyes costaneres de Xile, contraforts del sud

- Serralada Darwin a la Terra del Foc, contraforts més al sud

## Descripció

### Amèrica del Nord

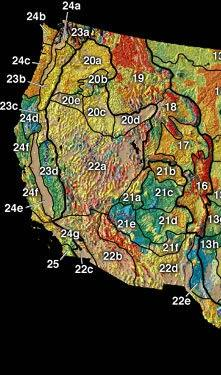
Les divisions fisiogràfiques de l'oest dels Estats Units inclouen tres sistemes muntanyosos: el sistema de muntanyes rocoses (àrees 16-19), la cascada - Sierra Nevada (23) i la província fronterera del Pacífic (24).

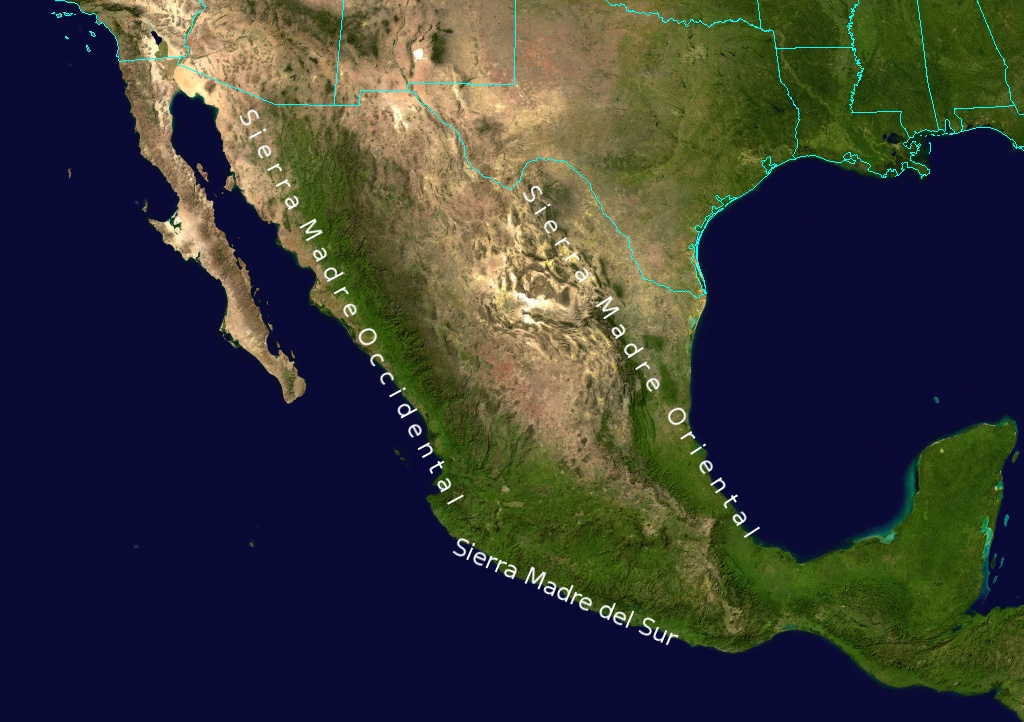
Les divisions fisiogràfiques de Mèxic inclouen tres sistemes muntanyosos: la Serra Madre Oriental, la Sierra Madre Occidental i la Serra Madre del Sud (que és una extensió de les Serralades Peninsulars).

La serralada des de Mèxic fins al nord s'anomena col·lectivament la serralada nord-americana.
De nord a sud, aquesta sèrie de serres superposades i paral·leles comença amb les serralades d'Alaska i Brooks a Alaska i passa pel Yukon fins a la Colúmbia Britànica. El cinturó principal de les Muntanyes Rocalloses, juntament amb les muntanyes paral·leles de Columbia i la serralada costanera de muntanyes i illes, continua per la Colúmbia Britànica i l'illa de Vancouver i inclou alguns dels cims més alts del continent. Les seves cadenes muntanyoses generalment van de nord a sud al llarg de tres cinturons principals: les serralades de la costa del Pacífic a l'oest, el cinturó de Nevada al mig (incloent Sierra Nevada) i el cinturó de Laramide a l'est (incloses les Muntanyes Rocalloses).
Aquests tres cinturons orogènics (també anomenats orògens) van sorgir a causa de l'acoblament de plaques tectòniques que van deformar la litosfera terrestre (escorça i mantell superior). Per exemple, l'orogènia de Laramide va canviar la topografia de les Muntanyes Rocalloses centrals i les regions de Laramide adjacents (des del centre de Montana fins al centre de Nou Mèxic) durant el Cretaci superior fa 80 milions d'anys. Abans d'aquesta època, la regió de les Muntanyes Rocoses estava ocupada per una àmplia conca. Una evolució topogràfica posterior es va produir durant l'Eocè (55–50 milions d'anys) i l'Oligocè (34–23 milions d'anys), però des d'aleshores la regió ha estat relativament estable. En termes generals, aquí serà convenient considerar aquests tres cinturons que van d'oest a est i de nord a sud.
A Alaska, al sud de la zona de les Planes Interiors, hi ha el Sistema de Muntanyes Rocoses, després les Conques i Serralades Intermuntanyes, i a la part sud de l'estat es troben les Muntanyes i Valls del Pacífic. A la península d'Alaska, les serralades continentals i les illes de la costa (l'arxipèlag d'Alexander) són extensions de les serralades respectives més al sud.
Al Canadà, la serralada nord-americana es divideix normalment en tres regions fisiogràfiques: el sistema occidental, el sistema interior i el sistema oriental. El sistema occidental inclou les muntanyes costaneres, el sistema interior inclou les muntanyes de Columbia, i el sistema oriental inclou les muntanyes Rocalloses canadenques.
Als Estats Units, les branques de la serralada inclouen les Muntanyes Rocoses, Sierra Nevada, les Cascades i diverses petites serralades de la costa del Pacífic. A Mèxic, les serralades continuen per la Serra Madre Zapandes i la Serra Madre Oriental, així com per les muntanyes vertebradores de la Península de Baixa Califòrnia.
A la seva secció mitjana entre San Francisco, Califòrnia i Denver, Colorado, la serralada nord-americana es troba a unes 1000|mi km d'ample, i les seves províncies fisiogràfiques en aquest punt mitjà són les següents, que van d'oest a est: les serralades de la costa del Pacífic, la vall central, la serra Nevada, la província de la conca i la serralada (formant moltes serralades i valls estretes), el Colorado. Meseta, i les Muntanyes Rocoses. Als Estats Units, una altra característica important de la serralada és l'altiplà de Columbia, situada al nord de Califòrnia entre la serralada de les Cascades –que és una extensió al nord de Sierra Nevada – i les Muntanyes Rocalloses.

### Amèrica Central, del Sud i l'Antàrtida
A Mèxic, la Sierra Madre Occidental, i la Serra Madre Oriental més a l'est, envolten l'altiplà mexicà. A l'oest de la Sierra Madre Occidental, les Serralades Peninsulars limiten amb l'oceà Pacífic, i la Serra Madre del Sud és l'extensió meridional de les Serralades Peninsulars.
La serralada, continuant per Amèrica Central, continua per Amèrica del Sud i fins i tot fins a l'Antàrtida. A Amèrica del Sud, les serralades són conegudes com les muntanyes dels Andes. Els Andes amb les seves serralades paral·leles i cadenes d'illes davant de la costa de Xile continuen per Colòmbia, Veneçuela, Equador, Perú, Bolívia, Argentina i Xile fins a l'extrem més meridional d'Amèrica del Sud a Terra del Foc. Les serralades continuen per l'Arc escocès abans d'arribar a les muntanyes de la península antàrtica.